# Martyn Ford
Martyn Ford, född 1944, är en brittisk dirigent och musikarrangör. Han är utbildad vid Royal Academy of Music, där han bl.a. lärde sig spela horn. Han formade en egen orkester som spelade för första gången i Royal Albert Hall 1971. Denna fick namnet först namnet The New Sinfonia, vilken senare döptes om till The Martyn Ford orchestra, som snabbt blev populär inom film, television och radio.
Martyn arrangerat och dirigerat olika låtar skrivna av The Rolling Stones, Elton John, Paul McCartney, Phil Collins, m.fl. och har även samarbetat med dessa artister i olika sammanhang. Hans album Classic Rock, som gjordes med London Symphony Orchestra har fått guld- och plantina utmärkelser. Inom filmmusik har han arrangerat musiken till James Bond-filmen Leva och låta dö och har även arrangerat musiken till filmen Tommy.
Han deltog i Eurovision Song Contest 1982 där han för Cypern dirigerade Mono I Agapi, vilken slutade på femte plats med 86 poäng. Han dirigerade även för Cypern i Eurovision Song Contest 1986, med låten Tora Zo, vilken slutade sist med fyra poäng. Det som var unikt med detta bidrag var att Martyn mitt i låten hoppade upp på scenen och uppmanade publiken att klappa takten. Detta var första gången någonsin som en dirigent hade en aktiv roll på scenen när ett bidrag framfördes i en Eurovisionfinal. Nästa gång skedde det i Danmarks bidrag 1989 där dirigenten Henrik Krogsgaard i mitten av låten tog sig upp på scenen och blev en del av kören i resten av låten. Dirigerandet togs över av den schweiziske huvuddirigenten Benoit Kaufman.
Martyn är för närvarande huvuddirigent för The London TeleFilmonic Orchestra, som har mottagit två Emmy Awards.